# Édouard Mendy
Édouard Osoque Mendy (Montivilliers, Francia, 1 de marzo de 1992) es un futbolista franco-senegalés que juega como portero en el Al-Ahli Saudí F. C. de la Liga Profesional Saudí.
Nació en Montivilliers, de madre senegalesa y padre bisauguineano. Iniciaría jugando en las formativas del Havre Athletic Club antes de firmar su primer contrato profesional con el A. S. Cherbourg de la tercera división francesa en 2011. Sería liberado en 2014, estando alejado del fútbol durante un año hasta unirse a las reservas del Olympique de Marsella en 2015. En las siguientes temporadas lograría establecerse como regular en las segunda y primera división francesas tras traspasos al Stade de Reims y el Stade Rennes Football Club.
En septiembre de 2020, ficharía por el Chelsea Football Club de la Premier League inglesa, el monto de transferencia sería estimado en £22 millones. En su primera temporada, inmediatamente lograría consolidarse como titular, convirtiéndose en el primer portero africano en jugar por el primer equipo del club, y manteniendo su valla invicta por dieciséis partidos en la liga. Mendy también igualaría el récord de porterías imbatidas en la Liga de Campeones de la UEFA 2020-21, totalizando nueve e incluyendo una en la final, ayudando así al Chelsea a conseguir su segundo título. Mendy además sería galardonado como el Portero del Año de la UEFA y el Mejor portero FIFA The Best del 2021.

## Trayectoria

### Carrera temprana
Mendy se unió a la academia juvenil de Le Havre AC a la edad de 13 años. Después de quedarse atrapado detrás de Zacharie Boucher en el grupo de talentos, bajó niveles para jugar con CS Municipaux Le Havre.
Comenzó su carrera profesional en el AS Cherbourg que entonces estaba en la Championnat National (el tercer nivel del sistema de la liga de fútbol francesa) y permaneció allí hasta el verano de 2014, tras lo cual estuvo un año sin club.
A la edad de 22 años se registró para el desempleo y comenzó a buscar trabajo fuera del fútbol. Sin embargo en 2015 un amigo y excompañero de equipo, Ted Lavie, recomendó a Mendy cubrir una vacante de portero en el Olympique de Marsella. Después de una llamada telefónica con el entrenador de porteros de la academia, Dominique Bernatowicz, el Marsella lo contrató como su cuarto portero de elección. Jugó la temporada 2015-16 en el equipo de reserva, principalmente como suplente de Florian Escales.

### Reims
En busca de tiempo de juego regular se unió al Reims durante la temporada 2016-17 de la Ligue 2. En el primer día de la temporada hizo su debut cuando el portero titular del Reims, Johann Carrasso fue expulsado a los cinco minutos del partido contra el Amiens, en ese lapso pasó a mantener tres hojas limpias en sus próximos siete juegos.
La próxima temporada consolidó su papel como portero titular en un equipo por primera vez, ya que ayudó a Reims a ganar el título de la Ligue 2 2017-18 cuando ascendieron a la Ligue 1 para la siguiente temporada.
Mendy mantuvo 18 veces su portería invicta en sus 34 apariciones a lo largo de la temporada. En la temporada 2018-19 jugó en los 38 partidos de la Ligue 1, ya que el recién ascendido Reims se elevó a un octavo puesto por lo que Mendy mantuvo catorce veces la portería a cero, siendo la tercera más alta de cualquier portero de la liga.

### Rennes
El 6 de agosto de 2019, Rennes anunció que había fichado a Mendy procedente de Reims por una tarifa no revelada que según se rumoreaba rondaba los 4 millones de euros, llegó en sustitución del portero saliente Tomáš Koubek. Debutó en la tercera jornada contra el Estrasburgo tras recuperarse de una fractura en un dedo, salvó un penalti para mantener la portería a cero cuando el Rennes ganó 2-0 en el Stade de la Meinau. Mendy mantuvo nueve porterías a cero en 24 partidos de liga para Rennes en una temporada que se acortó debido a la pandemia de COVID-19, lo que les ayudó a terminar en tercer lugar y clasificarse para la Liga de Campeones de la UEFA.

### Chelsea
El 24 de septiembre de 2020, Chelsea anunció que habían firmado a Mendy en un contrato de cinco años por una tarifa que se informó es de £ 22 millones. El entrenador en jefe del Chelsea, Frank Lampard reveló que el ex portero del Chelsea y actual Asesor Técnico, Petr Čech (quien casualmente también se unió al Chelsea desde Rennes), jugó un papel destacado en la decisión de fichar a Mendy. Al unirse al Chelsea se convirtió en el único portero africano actual en la Premier League y el primero desde Carl Ikeme que jugó para los Wolves en la temporada 2011-12.
El 29 de septiembre de 2020 hizo su debut contra el Tottenham Hotspur en la cuarta ronda de la Copa de la Liga de Inglaterra 2020-21, que Chelsea perdió 5-4 en los penaltis tras un empate 1-1. Mientras que  su debut en la Premier League fue el 3 de octubre, manteniendo la portería a cero en la victoria del blu por 4-0 sobre el Crystal Palace. Su portería a cero contra el Burnley el 31 de octubre lo convirtió en el primer portero del Chelsea en mantener la portería a cero en sus tres primeros partidos de la Premier League desde Petr Čech en 2004. Con una portería a cero en el próximo partido del club, una victoria 3 –0 contra el antiguo club de Mendy, el Rennes, en la Liga de Campeones, Chelsea registró cinco porterías a cero consecutivas por primera vez en una década.
El 8 de mayo de 2021 detuvo un penalti estilo panenka de Sergio Agüero cuando el Chelsea remontó un 0-1 en contra para derrotar al Manchester City por 2-1.
El 29 de mayo se convirtió en el primer portero africano en jugar una final de la Liga de Campeones de la UEFA en la que el Chelsea derrotó al Manchester City por 1-0.

### Al-Ahli
En junio de 2023, tras una temporada marcada por una lesión en el dedo y habiendo sido relegado a la suplencia en detrimento de Kepa Arrizabalaga, se unió al Al-Ahli de Arabia Saudita.

## Selección nacional
De madre senegalesa y padre de Guinea-Bisáu, en noviembre de 2016 fue convocado por Guinea-Bisáu para jugar partidos amistosos contra los clubes portugueses Belenenses y Estoril. En ese momento, su padre estaba muy enfermo y a punto de fallecer, lo que llevó al jugador a querer honrarlo jugando para la selección nacional de Guinea-Bisáu. Poco después, fue preseleccionado por Guinea-Bisáu para jugar la Copa Africana de Naciones 2017, pero finalmente rechazó la convocatoria y eligió Senegal.
Su debut con Senegal fue el 18 de noviembre de 2018 en una victoria por 1-0 sobre Guinea Ecuatorial. Mendy se convirtió en el primer portero de Senegal antes de la Copa Africana de Naciones 2019 por lo que fue titular en los dos primeros partidos de la fase de grupos en una victoria por 2-0 sobre Tanzania y una derrota por 1-0 ante Argelia. Sin embargo se lesionó durante los calentamientos antes del último partido de la fase de grupos contra Kenia y se vio obligado a retirarse del equipo con un dedo roto, Senegal clasificaría a la final donde perdería 1-0 ante Argelia.
Ganó la Copa Africana de Naciones 2021, siendo titular en el último partido de la fase de grupos y durante toda la fase final. El 6 de febrero de 2022 se disputó la final ante Egipto, que se definió por lanzamientos de penalti, donde logró parar uno de los remates, antes de que su compañero Sadio Mané anotara el decisivo.

## Estilo de juego
Ha sido descrito como un portero físicamente dominante que ejerce una fuerte influencia en el tercio defensivo. En la temporada 2019-20 con Rennes, registró una tasa de éxito de salvamentos del 75,3%, siendo la más alta de la Ligue 1, con un promedio de 2,5 salvamentos por partido. En la misma temporada completó el 51,4% de sus pases de más de 40 yardas, al igual que Ederson, quien es muy apreciado por su habilidad para patear. Mendy es un portero asertivo desde el punto de vista aéreo, que frecuentemente sale de su línea para reclamar centros. También es muy vocal, a menudo organizando el posicionamiento de sus defensores. A su llegada al Chelsea, el exentrenador Frank Lampard señaló su actitud positiva diciendo: "Parece que su personalidad es bastante relajada con un toque duro en lo que respecta al trabajo. Requiere muy poco mantenimiento ... y está ansioso por interactuar con sus compañeros de equipo y conmigo mismo. Tiene una sonrisa en su cara, por lo que es realmente positivo cuando tienes un jugador que entra y golpea el suelo corriendo en el campo y en el vestuario ".

## Estadísticas

### Clubes
Actualizado al último partido disputado el 26 de mayo de 2025.
| A. S. Cherbourg Francia               | 3.ª           | 2011-12       | 5   | 8   | —  | —  | —  | —  | 5   | 8   |
| A. S. Cherbourg Francia               | 3.ª           | 2012-13       | 3   | 5   | —  | —  | —  | —  | 3   | 5   |
| A. S. Cherbourg Francia               | 4.ª           | 2013-14       | 18  | 26  | —  | —  | —  | —  | 18  | 26  |
| A. S. Cherbourg Francia               | Total club    | Total club    | 26  | 39  | 0  | 0  | 0  | 0  | 26  | 39  |
| Olympique de Marsella II Francia      | 4.ª           | 2015-16       | 8   | 11  | —  | —  | —  | —  | 8   | 11  |
| Olympique de Marsella II Francia      | Total club    | Total club    | 8   | 11  | 0  | 0  | 0  | 0  | 8   | 11  |
| Stade de Reims "II" Francia           | 4.ª           | 2016-17       | 1   | 0   | —  | —  | —  | —  | 1   | 0   |
| Stade de Reims "II" Francia           | Total club    | Total club    | 1   | 0   | 0  | 0  | 0  | 0  | 1   | 0   |
| Stade de Reims Francia                | 2.ª           | 2016-17       | 8   | 10  | 3  | 7  | —  | —  | 11  | 17  |
| Stade de Reims Francia                | 2.ª           | 2017-18       | 34  | 22  | 0  | 0  | —  | —  | 34  | 22  |
| Stade de Reims Francia                | 1.ª           | 2018-19       | 38  | 42  | 3  | 5  | —  | —  | 41  | 47  |
| Stade de Reims Francia                | Total club    | Total club    | 80  | 74  | 6  | 12 | 0  | 0  | 86  | 86  |
| Stade Rennais F. C. Francia           | 1.ª           | 2019-20       | 24  | 19  | 5  | 6  | 4  | 6  | 33  | 31  |
| Stade Rennais F. C. Francia           | 1.ª           | 2020-21       | 1   | 1   | —  | —  | —  | —  | 1   | 1   |
| Stade Rennais F. C. Francia           | Total club    | Total club    | 25  | 20  | 5  | 6  | 4  | 6  | 34  | 32  |
| Chelsea F. C. Inglaterra              | 1.ª           | 2020-21       | 31  | 25  | 1  | 1  | 12 | 3  | 44  | 29  |
| Chelsea F. C. Inglaterra              | 1.ª           | 2021-22       | 34  | 31  | 4  | 0  | 11 | 9  | 49  | 40  |
| Chelsea F. C. Inglaterra              | 1.ª           | 2022-23       | 10  | 14  | 1  | 2  | 1  | 1  | 12  | 17  |
| Chelsea F. C. Inglaterra              | Total club    | Total club    | 75  | 70  | 6  | 3  | 24 | 13 | 105 | 86  |
| Al-Ahli Saudi F. C. Arabia Saudita    | 1.ª           | 2023-24       | 33  | 33  | 2  | 4  | —  | —  | 35  | 37  |
| Al-Ahli Saudi F. C. Arabia Saudita    | 1.ª           | 2024-25       | 28  | 26  | 2  | 3  | 9  | 8  | 39  | 37  |
| Al-Ahli Saudi F. C. Arabia Saudita    | Total club    | Total club    | 61  | 59  | 4  | 7  | 9  | 8  | 74  | 74  |
| Total carrera                         | Total carrera | Total carrera | 276 | 273 | 21 | 30 | 36 | 27 | 334 | 329 |
| (1) Hace referencia a goles encajados |               |               |     |     |    |    |    |    |     |     |

## Palmarés

### Campeonatos nacionales
| Título  | Club           | País    | Año  |
| ------- | -------------- | ------- | ---- |
| Ligue 2 | Stade de Reims | Francia | 2018 |

### Títulos internacionales
| Título                            | Equipo               | Sede    | Año  |
| --------------------------------- | -------------------- | ------- | ---- |
| Liga de Campeones de la UEFA      | Chelsea F. C.        | Oporto  | 2021 |
| Supercopa de la UEFA              | Chelsea F. C.        | Belfast | 2021 |
| Copa Africana de Naciones         | Selección de Senegal | Camerún | 2021 |
| Copa Mundial de Clubes            | Chelsea F. C.        | EAU     | 2021 |
| Liga de Campeones Élite de la AFC | Al-Ahli Saudi F. C.  | Yeda    | 2025 |

### Distinciones individuales
| Distinción                                       | Año  |
| ------------------------------------------------ | ---- |
| Mejor portero de la Liga de Campeones de la UEFA | 2021 |

## Vida personal
Es primo del futbolista francés Ferland Mendy.